# Lolo Matalasi Moliga
Lolo Letalu Matalasi Moliga es un político samoamericano, ex educador, empresario y expresidente del Banco de Desarrollo de Samoa Americana (DBAS) de 2009 a 2012. Moliga fue elegido Gobernador de Samoa Americana en las elecciones para gobernador de 2012.   

## Primeros años y educación
Moliga nació en Ta'u, Manu'a, Samoa Americana. Su padre era el alto jefe Moliga Sa'ena Auauna Moliga, que era de Ta'u. Su madre, Soali’i Galea’i, era nativa de Fitiuta y Olosega. Asistió a Papatea Junior Elementary y asistió a Samoana High School antes de graduarse de Manu'a High School. Moliga tiene una licenciatura en educación del Chadron State College en el estado estadounidense de Nebraska. Recibió una maestría en administración pública de la Universidad Estatal de San Diego el 30 de julio de 2012.

## Carrera
Moliga comenzó su carrera como profesor. HLuego se convirtió en director de una escuela primaria antes de convertirse en el director de Manu'a High School en las Islas Manu'a. Más tarde se convertiría en un administrador de educación primaria y secundaria dentro del Departamento de Educación de Samoa Americana. También se desempeñó como director de la Oficina de Presupuesto de ASG, así como también como el principal oficial de adquisiciones de Samoa Americana por dos períodos. Fuera de la oficina pública, Moliga posee una empresa de construcción.

## Carrera política
Moliga fue elegido para la Cámara de Representantes de Samoa Americana por cuatro períodos. Más tarde se convirtió en senador en el Senado de Samoa Americana, donde se desempeñó como presidente de 2005 hasta 2008. Moliga, aunque aún era miembro del Senado, consideró una candidatura en la elección de gobernador de 2008, pero se retiró de la contienda antes de anunciar un posible candidato para el cargo citando los compromisos existentes.
Moliga fue nombrado presidente del Banco de Desarrollo de Samoa Americana por el gobernador Togiola Tulafono y confirmado por el Senado.

## Gobernador de Samoa Americana

### Elección de 2012
En octubre de 2011, Moliga se convirtió en el segundo candidato en declarar su intención de postularse en la elección de gobernador de 2012. Eligió al senador Lemanu Peleti Mauga como su compañero de fórmula para el teniente gobernador de Samoa Americana. MMauga, un miembro retirado del Ejército de los Estados Unidos, Se desempeñó como presidente del Comité de Presupuestos y Asignaciones y del Comité de Seguridad Nacional del Senado.
Moliga renunció como presidente del Banco de Desarrollo de Samoa Americana (DBAS) para centrarse en su campaña para gobernador.
Moliga se enfrentó a otros cinco candidatos en las elecciones para gobernador de 2012 el 6 de noviembre de 2012  y recibió la mayoría de los votos, pero no más del 50% requerido para ganar. La segunda vuelta se llevó a cabo el 20 de noviembre de 2012, lo que provocó que Moliga derrotara al teniente gobernador Faoa Aitofele Sunia.

### Elecciones de 2016
Moliga ganó la reelección el 8 de noviembre de 2016 con el 60,2% de los votos, derrotando a Faoa Aitofele Sunia y Tuika Tuika.